# Formigueret becllarg
El formigueret becllarg (Herpsilochmus longirostris) és una espècie d'ocell de la família dels tamnofílids (Thamnophilidae).

## Hàbitat i distribució
Habita el bosc obert i matolls de les terres baixes del nord de Bolívia i est del Brasil.